# 쇼다 겐지로
쇼다 겐지로(일본어: 正田 建次郎, 1902~1977)는 일본의 수학자이다.

## 생애
1902년 2월 25일 일본 다테바야시에서 태어났다. 일본의 재벌인 닛신 제분 그룹(일본어: 日清製粉グループ)의 창업자인 쇼다 데이이치로(일본어: 正田 貞一郎)의 둘째 아들이며, 또한 미치코 황후(쇼다 데이이치로의 3남 쇼다 히데사부로(일본어: 正田 英三郎)의 딸)의 삼촌이다.
도쿄에서 중학교를 졸업하였고, 나고야에서 고등학교를 졸업하였다. 이후 도쿄 제국 대학에서 다카기 데이지 밑에서 수학을 공부하였고, 1925년에 학사 학위를 수어받았다.
1925년~1929년 동안 독일 괴팅겐 대학교로 유학하여 에미 뇌터 밑에서 공부하였다. 1933년에 오사카 대학 교수가 되었다.
제2차 세계 대전 이후, 1946년에 일본 수학회의 제1대 회장이 되었다. 1955년~1961년 동안 오사카 대학 총장으로 부임하였다. 1977년에 교통 사고로 사망하였다. 사후 욱일대수장이 수여되었다.